# Amerikanische Traditionsnamen für militärische Einrichtungen in Deutschland

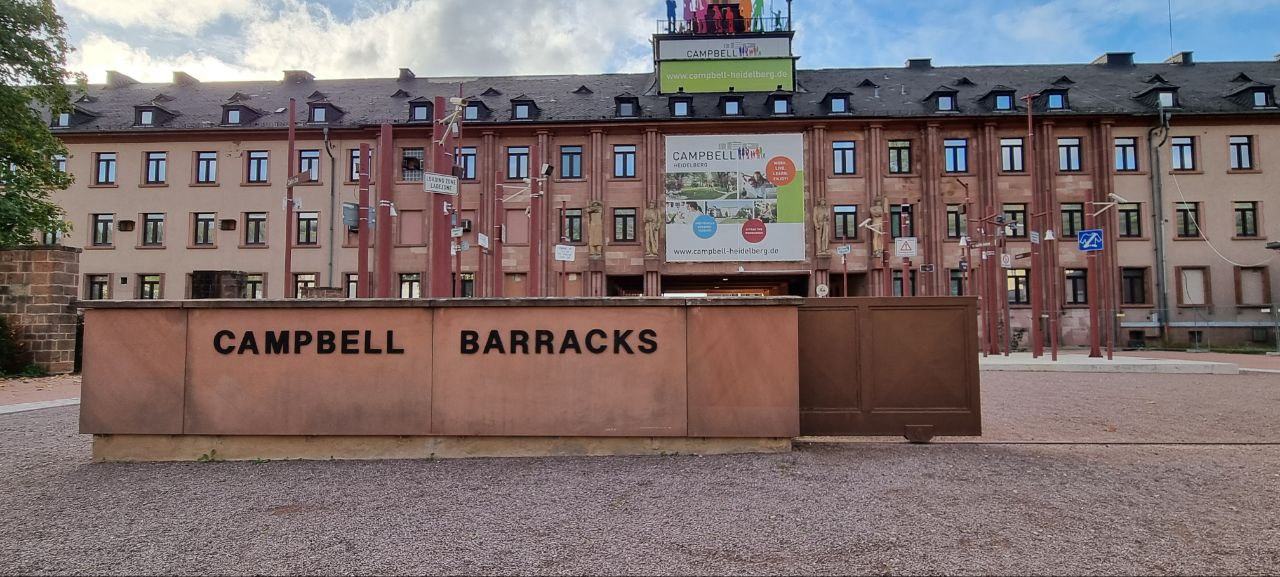
Campbell Barracks, Heidelberg

 Amerikanische Traditionsnamen für militärische Einrichtungen in Deutschland beschreibt die in der Zeit der Besatzung Deutschlands sowie während des Kalten Krieges von den Streitkräften der Vereinigten Staaten von Amerika vergebenen Namen für die von ihnen beschlagnahmten militärischen Liegenschaften, die in aller Regel zuvor von der deutschen Wehrmacht genutzt und zumeist auch erbaut worden waren.
Die Zuständigkeit für die Namensgebungen lag beim Hauptquartier U.S. Army in Europe (USAREUR) in Heidelberg. Ein Großteil der Benennungen ab 1946 wurde mit der Unterschrift des Chefs des Stabes in „General Orders“ an die Truppe kommuniziert. Von den insgesamt 209 militärischen Liegenschaften mit einem Traditionsnamen entfielen 131 auf Namensgeber aus der Zeit des Zweiten Weltkriegs in Europa. 197 Liegenschaften waren nach Personen benannt, 155 davon Soldaten. Interessant ist dabei der sehr hohe Anteil von Unteroffizieren (22) und Mannschaften (30) oder auch Captains (16) und Lieutenants (23)  gegenüber den zu erwartenden Generalen (36) und Stabsoffizieren (20). Auch die Gruppe der Technicians (7) und Warrant Officers (1) war berücksichtigt. Einige Namensgeber sind mehrfach vertreten: Baron Friedrich Wilhelm von Steuben (6), Major General Maurice Rose (5), General Lucius D. Clay (3), General George C. Marshall (3).
Eine Sonderrolle spielte die United States Constabulary School, die von 1946 bis 1951 in der ehemaligen NS-Ordensburg Sonthofen untergebracht war. Gleich zwölf Blocks, Aula, Sportplatz und ähnliches wurden nach Kriegsteilnehmern und Schlachtfeldern des Zweiten Weltkriegs in den Philippinen benannt, dabei wurde auch die Philippine Constabulary bedacht, die als Vorbild der U.S. Constabulary in Deutschland und Österreich diente. Eine Heldenverehrung des in der damaligen Zeit politisch sehr umstrittenen Generals Douglas MacArthur war in Sonthofen unübersehbar.
Bemerkenswert ist auch die Tatsache, dass 56 militärische Liegenschaften von der U.S. Army mit ihrem vormaligen deutschen Namen weitergeführt wurden, dabei auch gesellschaftlich heikle Namen wie die Generalfeldmarschälle Paul von Hindenburg und Erich Ludendorff. Ein Name, die Rheinland Kaserne in Ettlingen, ist USAREUR in seiner politischen Brisanz offensichtlich nicht aufgefallen. Die Kaserne lag in der entmilitarisierten Zone gemäß des Versailler Vertrags und wurde zum Andenken an die Rheinlandbesetzung (1936) so benannt (und nicht wegen des nahen Rheinstroms, außerdem liegt Ettlingen in Baden, weit entfernt vom Rheinland).

## Amerikanische Literatur (1)
-       1. Mark Twain Village Family Housing, Heidelberg (benannt am 31. Januar 1958)
Mark Twain (30. November 1835 bis 21. April 1910), mit bürgerlichem Namen Samuel L. Clemens, amerikanischer Schriftsteller, Autor des „Tom Sawyer“ und „Huckleberry Finn“, der zwischen 1880 und 1907 neun Mal Heidelberg besucht hatte.

## Amerikanische Musik (1)
-       2. George Gershwin Family Housing, Kirch-Göns
George Gershwin (26. September 1898 bis 11. Juli 1937), amerikanischer Musiker.

## Amerikanische Geschichte (14)
-       3. Askren Manor Family Housing, Schweinfurt
Familiensitz von Thomas Askren in Indianapolis, Indiana, erbaut 1828 bis 1833.
-       4. Benjamin Franklin Village Family Housing, Mannheim
Benjamin Franklin (17. Juli 1706 bis 17. April 1790), einer der Gründerväter der USA, Botschafter der USA in Paris während des Unabhängigkeitskrieges 1776 bis 1785.
-       5. Patrick Henry Village Family Housing, Heidelberg
Patrick Henry (29. Mai 1736 bis 6. Juni 1799), Gouverneur von Virginia und einer der Gründerväter der USA.
-       6. Kalb Family Housing Area, Fürth (benannt am 7. November 1950)
Johann von  Kalb, Major General der Continental Army of the United States 1777 bis 1780, war ein deutscher Auswanderer.
-       7. Camp LaGuardia, Weiden
Fiorello La Guardia (11. Dezember 1882 bis 20. September 1947), Bürgermeister von New York 1934–1945, Namensgeber eines New Yorker Flughafens.
-       8. Pulaski Barracks, Kaiserslautern
Casimir Pulaski (6. März 1745 bis 11. Oktober 1779), General der Kontinentalarmee im Amerikanischen Unabhängigkeitskrieg, stammte aus Polen. Er gilt als der Gründer der US-Kavallerie.
-       9. Paul Revere Village Family Housing, Karlsruhe
Paul Revere (21. Dezember 1734 bis 10. Mai 1818), amerikanischer Freiheitskämpfer, von Henry Wadsworth Longfellow 1860 in seinem berühmten Gedicht „Paul Reveres Ride“ verherrlicht.
-       10. Von Steuben Barracks, Butzbach
-       11. Von Steuben Family Housing, Frankfurt am Main
-       12. General Von Steuben Hotel, Garmisch Recreation Area
-       13. Steuben Barracks, Gießen (HQ USAREUR, General Order 2. Juli 1952)
-       14. Von Steuben Missile Training Center, Illertissen
-       15. Steuben Village Family Housing, Stuttgart-Vaihingen
Baron Friedrich Wilhelm von Steuben, preußischer General und Inspector General der Continental Army of the United States 1777 bis 1783, gestorben 1794 in Utica (New York). Die Stadt Steubenville (Ohio) ist nach ihm benannt.
-       16. Yorktown Family Housing, Schweinfurt
Schlacht bei Yorktown, auch die deutsche Schlacht genannt, mit dem Sieg der französisch-amerikanischen Truppen unter Comte de Rochambeau und George Washington im Unabhängigkeitskrieg gegen Großbritannien 1781.

## Amerikanischer Bürgerkrieg (1)
-       17. Camp Leonard, Kronach (HQ USAREUR, General Order 12. Januar 1967)
Sergeant Patrick Leonard war am 17. Mai 1870 wegen „Valor, Ability, and Humanity“ mit der Medal of Honor ausgezeichnet worden.

## Erster Weltkrieg (2)
-       18. Kilbourne Barracks, Schwetzingen (HQ USAREUR, General Order 8. März 1966)
Major General Charles E. Kilbourne, war am 12. November 1963 als ältester Träger (geboren 18. Dezember 1872) der Medal of Honor verstorben.
-       19. Alvin York Family Housing, Bad Nauheim (benannt am 5. Mai 1969)
Alvin York (1887 bis 1964), einer der höchstdekorierten amerikanischen Soldaten des Ersten Weltkrieges.

## Zweiter Weltkrieg/Pazifik (14)
-       20. Christensen Barracks, Bindlach (HQ USAREUR, General Order 13. Februar 1952)
2nd Lieutenant Dale E. Christensen war am 4. August 1944 bei Afun in Niederländisch-Neuguinea gefallen.
-       21. Fryar Circle Family Housing, Augsburg
Private Elmer E. Fryar war am 8. Dezember 1944 auf der Insel Leyte in den Philippinen gefallen.
-       22. MacArthur Family Housing, Friedberg (benannt am 5. Mai 1969)
-       23. MacArthur Hall, Sonthofen
General of the Army Douglas MacArthur (26. Januar 1880 bis 5. April 1964), Oberbefehlshaber US Army auf dem pazifischen Kriegsschauplatz.
-       24. Allen Hall, Sonthofen
Captain Henry T. Allen wurde 1901 zum ersten Kommandeur der Philippine Constabulary ernannt, die als Vorbild der U.S. Constabulary in Deutschland und Österreich galt.
-       25. Baguio Quadrangle, Sonthofen
Baguio ist eine Stadt im Norden der Insel Luzon in den Philippinen, Zentrum der Kämpfe zur Rückeroberung der Insel 1945.
-       26. Bandholtz Hall, Sonthofen
Major General Harry H. Bandholtz (1864–1925) diente mehr als zehn Jahre in der U.S. Army in den Philippinen, nahm danach am Ersten Weltkrieg teil und leitete die Interalliierte Militär-Kommission in Ungarn 1919.
-       27. Bataan Field, Sonthofen
Bataan war eine befestigte Halbinsel der Insel Luzon in den Philippinen, 1941 heftig umkämpft. MacArthur taufte als Befehlshaber in Japan sein persönliches Flugzeug „Bataan“.
-       28. Clark Quadrangle, Sonthofen
Clark Field war ein wichtiger Flugplatz auf der Insel Luzon in den Philippinen.
-       29. Corregidor Quadrangle, Sonthofen
Corregidor war eine stark befestigte Felseninsel, die den Zugang zur Bucht von Manila kontrollierte. Rückzugsort von General MacArthur 1941/1942.
-       30. Manila Field, Sonthofen
Manila ist die Hauptstadt der Philippinen, war Wohnort von General MacArthur 1941 bis 1945.
-       31. McKinley Quadrangle, Sonthofen
William McKinley, amerikanischer Präsident (1897 bis 1901), ernannte General MacArthur 1900 zum Gouverneur der Philippinen.
-       32. Rivers Hall, Sonthofen
Brigadier General William C. Rivers war der fünfte Kommandeur der Philippine Constabulary Force.
-       33. Stotsenburg Quadrangle, Sonthofen
Fort Stotsenburg war eine befestigte Stellung im Norden der Insel Luzon in den Philippinen.

## Zweiter Weltkrieg/Europa (131)

### Kriegsschauplatz Nordafrika (5)
-       34. Emery Barracks, Würzburg (HQ USAREUR, General Order 18. Mai 1953)
1st Lieutenant Robert M. Emery war als Pionieroffizier am 8. November 1942 am Djebel Murdajajdo in Algerien gefallen.
-       35. Ferris Barracks, Erlangen (HQ USAREUR, General Order 25. März 1949/11. Mai 1949)
2nd Lieutenant Geoffrey C. Ferris war am 6. Mai 1943 bei Djebel el Deba in Tunesien gefallen.
-       36. Jensen Barracks, München-Oberwiesenfeld (HQ USAREUR, General Order 21. März 1947)
Major Jensen, Adjutant von General George S. Patton Jr. war am 1. April 1943 bei El Guettar, Algerien, gefallen.
-       37. Kelley Barracks, Darmstadt (HQ USAREUR, General Order 7. April 1950)
Captain Charles F. Kelley, Jr. war am 9. März 1943 bei Madjène-bel-Abbès in Algerien gefallen.
-       38. Nelson Barracks, Neu-Ulm (HQ USAREUR, General Order 13. Januar 1955)
Sergeant William L. Nelson war am 24. April 1943 in Tunesien gefallen und für seine Verdienste in Nordafrika mit der Medal of Honor ausgezeichnet worden.

### Kriegsschauplatz Italien (9)
-         39. Barton Barracks, Ansbach (HQ USAREUR, General Order 28. Mai  1952)
Lieutenant Colonel David B. Barton war als  Fernmeldeoffizier am 3. Juni 1944 bei Velletri  in Italien gefallen.
-         40. Cooke Barracks, Göppingen (HQ USAREUR, General Order 18.  August 1949)
Captain  Charles H. Cooke, Jr. war am 11. Juli 1943 bei Gela in Sizilien  gefallen.
-         41. Johnson Barracks, Fürth (HQ USAREUR, General Order 11. Mai 1949)
Private Elden H. Johnson war am 3. Juni 1944 bei Valmontone  in Italien gefallen.
-         42. Keerans Range, Berlin-Zehlendorf
Brigadier General Charles L. Keerans war als  stellvertretender Kommandeur der 82nd Airborne Division am 11. Juli 1943 bei der alliierten Landung  in Sizilien (Operation Husky) gefallen.
-         43. Larson Barracks, Kitzingen (HQ USAREUR, General Order 11.  April 1962)
Captain  Stanley L. Larson war am 30. Mai 1944 im Brückenkopf  von Anzio in Italien gefallen.
-         44. Ledward Barracks, Schweinfurt (HQ USAREUR, General Order 19. Oktober  1946)
Lieutenant  Colonel William J. Ledward war als Kommandeur des 27th Armored Field  Artillery Battalion am 4. Juni 1944 in Albana, Italien gefallen.
-         45. McPheeters Barracks, Bad Hersfeld (HQ USAREUR, General Order  21. Oktober 1946)
Lieutenant Colonel John W. McPheeters übernahm 1943 nach  der Schlacht am Kasserinpass das 91st Field Artillery Battalion als  Kommandeur und fiel bei der Landung im Brückenkopf von Anzio im März 1944.
-         46. O'Darby Barracks, Fürth (HQ USAREUR, General Order 25. März 1949)
Brigadier General William O. Darby war als stellvertretender  Kommandeur der 10th Infantry Division (Mountain) am 30. April 1945 bei Torbole  in Italien gefallen.
-         47. Reese Barracks, Augsburg (HQ USAREUR, General Order 20. Juni 1949)
Private James W. Reese war am 5. August 1943 am Monte  Vassilio in Sizilien gefallen.

### Kriegsschauplatz Frankreich (49)
-       48. Cawley Barracks, Mannheim-Seckenheim (HQ USAREUR, General Order 13. Mai 1947)
Corporal Arthur N. Cawley war am 17. August 1944 in Frankreich gefallen.
-       49. Clark Barracks, Frankfurt-Nordend (HQ USAREUR, General Order 29. Juli 1947)
Private Thomas E. Clark war als Sanitäter am 24. November 1944 in Frankreich gefallen.
-       50. Camp Denny T. Clarke, Hammelburg (HQ USAREUR, General Order 24. Juli 1947)
Private Denny T. Clarke war am 11. November 1944 bei Viviers in Frankreich gefallen.
-       51. Coleman Barracks, Gelnhausen (HQ USAREUR, General Order 9. November 1950)
2nd Lieutenant Kenneth W. Coleman war am 9. November 1944 in Frankreich gefallen.
-       52. Coleman Barracks, Mannheim-Sandhofen (HQ USAREUR, General Order 14. Dezember 1951)
Lieutenant Colonel Wilson D. Coleman war am 30. Juli 1944 bei Saint-Denis-le-Gast in Frankreich gefallen.
-       53. Conn Barracks, Schweinfurt (HQ USAREUR, General Order 22. Dezember 1947)
2nd Lieutenant Orville B. Conn war am 10. August 1944 in der Normandie gefallen.
-       54. Downs Barracks, Fulda (HQ USAREUR, General Order 19. Januar 1947)
2nd Lieutenant Robert C. Downs war am 20. Oktober 1944 bei Uckange in Frankreich gefallen.
-       55. Drake Barracks, Frankfurt-Preungesheim (HQ USAREUR, General Order 29. Juli 1947)
1st Lieutenant Nathan F. Drake war im Fort Dornot bei Metz in Frankreich am 6. September 1944 gefallen.
-       56. Edwards Barracks, Frankfurt-Preungesheim (HQ USAREUR, General Order 29. Juli 1947)
1st Lieutenant Vernon L. Edwards war an der Nied in Frankreich am 11. November 1944 gefallen.
-       57. Flint Barracks, Bad Tölz (HQ USAREUR, General Order 19. Oktober 1946)
Colonel Harry A. Flint war als Kommandeur des 39th Infantry Regiment im Juli 1944 in der Normandie gefallen.
-       58. Harris Barracks, Coburg (HQ USAREUR, General Order 2. Juni 1949)
2nd Lieutenant James L. Harris war am 7. Oktober 1944 bei Vagney in Frankreich gefallen.
-       59. Harvey Barracks, Kitzingen (HQ USAREUR, General Order 23. Februar 1951)
Captain James R. Harvey war wegen großer Tapferkeit in den Kämpfen bei Pont-l’Abbé in Frankreich vom 12. bis 15. Juni 1944 posthum mit dem Distinguished Service Cross ausgezeichnet worden .
-       60. Kefurt Village Family Housing, Stuttgart-Vaihingen
Staff Sergeant Gus Kefurt, Träger der Medal of Honor, war am 24. Dezember 1944 bei Bennwihr in Frankreich gefallen.
-       61. Camp King, Oberursel (HQ USAREUR, General Order 12. September 1946)
Colonel Charles B. King war am 22. Juni 1944 in der Normandie gefallen.
-       62. Leighton Barracks, Würzburg (HQ USAREUR, General Order 17. Juni 1947)
Captain John A. Leighton war am 28. Juli 1944 bei einem Kommandounternehmen in Frankreich gefallen.
-       63. Lloyd Barracks, Wetzlar (HQ USAREUR, General Order 15. Juli 1949)
1st Lieutenant Edgar H. Lloyd war am 16. November 1944 bei Pompey in Frankreich gefallen.
-       64. Maybach Strip, Passau (HQ USAREUR, General Order 21. Oktober 1946)
Colonel Alfred A. Maybach war als Kommandeur des 51st Armored Battalion am 12. November 1944 bei der Einnahme von Coutances in Frankreich gefallen.
-       65. McNair Barracks, Berlin-Zehlendorf
-       66. McNair Barracks, Frankfurt-Höchst
General Leslie J. McNair (25. Mai 1883-25. Juli 1944), Kommandierender General US Army Ground Forces auf dem europäischen Kriegsschauplatz, wurde in der Normandie bei irrtümlicher Bombardierung durch die Eighth Air Force getötet.
-       67. Miller Barracks, Marburg (HQ USAREUR, General Order 30. August 1950)
Staff Sergeant Andrew Miller war am 29. November 1944 bei Woippy in Frankreich gefallen.
-       68. Minick Barracks . Marburg (HQ USAREUR, General Order 20. Dezember 1950)
Staff Sergeant John W. Minick war am 21. November 1944 gefallen.
-       69. Monteith Barracks, Fürth (HQ USAREUR, General Order 11. Mai 1949)
1st Lieutenant Jimmie W. Monteith war am 6. Juni 1944 bei Colleville-sur-Mer in der Normandie gefallen.
-       70. Oliver Barracks, Berlin-Steglitz (HQ USAREUR, General Order 16. Mai 1947)
Lieutenant Colonel Francis M. Oliver war am 9. August 1944 bei Sillé-le-Guillaume in Frankreich gefallen.
-       71. O’Toole Barracks, Deggendorf (HQ USAREUR, General Order 18. Dezember 1946)
Lieutenant Bartholomew D. O’Toole war am 10. November 1944 gefallen.
-       72. Patch Barracks, Augsburg-Gablingen (HQ USAREUR, General Order 25. September 1948)
-       73. Patch Barracks, Stuttgart-Vaihingen (HQ USAREUR, General Order 20. August 1951)
Lieutenant General Alexander M. Patch Jr. (23. November 1889 bis 21. November 1945), Kommandierender General Seventh Army während der „Operation Dragoon“ 1944–1945.
-       74. Patterson Field, Fulda (HQ USAREUR, General Order 19. Oktober 1946)
Private 1st Class Charles D. Patterson war als Artilleriebeobachter am 17. August 1944 bei Lignon in Frankreich gefallen.
-       75. Peden Barracks, Wertheim (HQ USAREUR, General Order 2. Juni 1953)
Technician 5th Grade Forrest E. Peden war am 3. Februar 1945 bei Biesheim in Frankreich gefallen.
-       76. Camp Pieri, Wiesbaden-Dotzheim (HQ USAREUR, General Order 29. März 1948)
Captain Francis W. Pieri war am 22. August 1944 bei Montargis in Frankreich gefallen.
-       77. Pinder Barracks, Landshut
-       78. Pinder Barracks, Zirndorf (HQ USAREUR, General Order 11. Mai 1949)
Technician 5th Grade Pinder war am 6. Juni 1944 bei Colleville-sur-Mer in der Normandie gefallen.
-       79. Pirie Barracks, Deggendorf (HQ USAREUR, General Order 18. Dezember 1946)
Captain James M. Pirie war am 28. September 1944 bei Richecourt in Frankreich gefallen.
-       80. Camp Pitman, Weiden (HQ USAREUR, General Order 21. September 1959)
Major James H. Pitman war am 18. September 1944 bei Lunéville in Frankreich gefallen.
-       81. Ready Barracks, Aschaffenburg, HQ USAREUR, General Order 30. Juli 1951
Sergeant John P. Ready war am 6. August 1944 bei Mandeville in der Normandie gefallen.
-       82. Rivers Barracks, Gießen (HQ USAREUR, General Order 29. Juni 1950)
Staff Sergeant Ruben Rivers war am 7. November 1944 bei Bonamont in Frankreich gefallen.
-       83. Roberts Barracks, Berlin-Zehlendorf
Colonel Thomas Arnett Roberts jr., Kommandeur der 2. Artilleriedivision, war bei der Landung in der Normandie am 4. August 1944 gefallen.
-       84. Sadowski Barracks, Weilburg (HQ USAREUR, General Order 28. Februar 1947)
Sergeant Joseph J. Sadowski war am 14. September 1944 bei Valhey in Frankreich gefallen.
-       85. Smith Barracks, Aschaffenburg (HQ USAREUR, General Order 10. August 1951)
Lieutenant Colonel George A. Smith war am 6. Juni 1944 bei Saint-Laurent-sur-Mer in der Normandie gefallen.
-       86. Smith Barracks, Baumholder (HQ USAREUR, General Order 1. Oktober 1951)
Captain Harold D. Smith war am 6. August 1944 gefallen.
-       87. Storck Barracks, Illesheim (HQ USAREUR, General Order 28. August 1961)
Colonel Louis J. Storck war am 30. Juli 1944 bei einem Kommandounternehmen in Frankreich gefallen.
-       88. Turley Barracks, Mannheim (HQ USAREUR, General Order 1. Oktober 1947)
1st Sergeant Samuel J. Turley war am 9. November 1944 bei Metz in Frankreich gefallen.
-       89. Valdez Barracks, Ludwigsburg (HQ USAREUR, General Order 7. November 1949)
Private 1st Class Jose F. Valdez war am 25. Januar 1945 bei Rosencrantz in Frankreich gefallen.
-       90. Weicht Village Family Housing, Stuttgart-Vaihingen
Sergeant Ellis R. Weicht, Träger der Medal of Honor, war am 3. Dezember 1944 bei Saint-Hippolyte in Frankreich gefallen.
-       91. Wharton Barracks, Heilbronn (HQ USAREUR, General Order 3. Juni 1952)
Brigadier General James E. Wharton war als Kommandeur der 28th Infantry Division am 12. August 1944 in der Normandie gefallen.
-       92. Whitson Barracks, Schwabach (HQ USAREUR, General Order 15. Januar 1947)
Private William H. (Red) Whitson war am 31. Juli 1944 bei Avranches gefallen.
-       93. Wiley Barracks, Neu-Ulm (HQ USAREUR, General Order 2. Juni 1953)
Captain Robert Calvin Wiley war am 13. August 1944 in Frankreich gefallen.
-       94. Wilson Barracks, Kassel (HQ USAREUR, General Order 24. Januar 1951)
-       95. Wilson Barracks, Landstuhl (HQ USAREUR, General Order 1. April 1952)
Technician 5th grade Alfred L. Wilson war als Sanitäter am 8. November 1944 bei Bezange-la-Petite in Frankreich gefallen.
-       96. Young Barracks, Eschwege (HQ USAREUR, General Order 28. November 1950)
1st Lieutenant Sherwood Young war am 25. November 1944 in Frankreich gefallen.

### Kriegsschauplatz Belgien (7)
-       97. Fiori Barracks, Aschaffenburg (HQ USAREUR, General Order 30. Juli 1951)
Private 1st Class Nanti J. Fiori war am 12. September 1944 in Belgien gefallen.
-       98. Graves Barracks, Aschaffenburg (HQ USAREUR, General Order 30. Juli 1951)
Staff Sergeant William E. Graves war am 24. Januar 1945 in Belgien gefallen.
-       99. Kimbro Barracks, Murnau, HQ USAREUR (General Order 25. März 1957)
Technician 4th Grade Truman Kimbro war am 19. Dezember 1944 bei Rocherath in Belgien gefallen.
-       100. Mansfield Barracks, Straubing (HQ USAREUR, General Order 24. April 1951)
Colonel Clayton J. Mansfield war am 7. Januar 1945 bei Devantave in Belgien gefallen.
-       101. Camp Orsbon, Weiden (HQ USAREUR, General Order 9. Mai 1947)
Staff Sergeant Herman L. Orsbon war am 30. Dezember 1944 bei Bastogne in Belgien gefallen.
-       102. Warner Barracks,  Bamberg (HQ USAREUR, General Order 15. Juni 1950)
-       103. Warner Barracks, München-Freimann (HQ USAREUR, General Order 29. Januar 1948)
Corporal Henry F. Warner war am 21. Dezember 1944 bei Bütgenbach in Belgien gefallen.

### Kriegsschauplatz Luxemburg (2)
-       104. Atterberry Barracks, Frankfurt-Bornheim (HQ USAREUR, General Order 29. Juli 1947)
Private 1st Class Leo M. Atterberry war am 20. Januar 1945 bei Diekirch in Luxemburg gefallen.
-       105. Camp Gates, Brand (HQ USAREUR, General Order 20. Dezember 1954)
Sergeant Beecher J. Gates war am 11. Januar 1945 in Luxemburg gefallen.

### Kriegsschauplatz Niederlande (1)
-       106. Towle Barracks, Kassel (HQ USAREUR, General Order 24. Januar 1951)
Private John R. Towle war am 21. September 1944 bei Nijmegen in den Niederlanden gefallen.

### Kriegsschauplatz Deutschland (48)
-       107. Adams Barracks, Zirndorf (HQ USAREUR, General Order 26. Juli 1949)
Private 1st Class John W. Adams war am 18. November 1944 in Deutschland gefallen.
-       108. Anderson Barracks, Dexheim (HQ USAREUR, General Order 1. Oktober 1951)
Technician 4th Grade Anderson war am 2. März 1945 bei Vockrath in Deutschland gefallen.

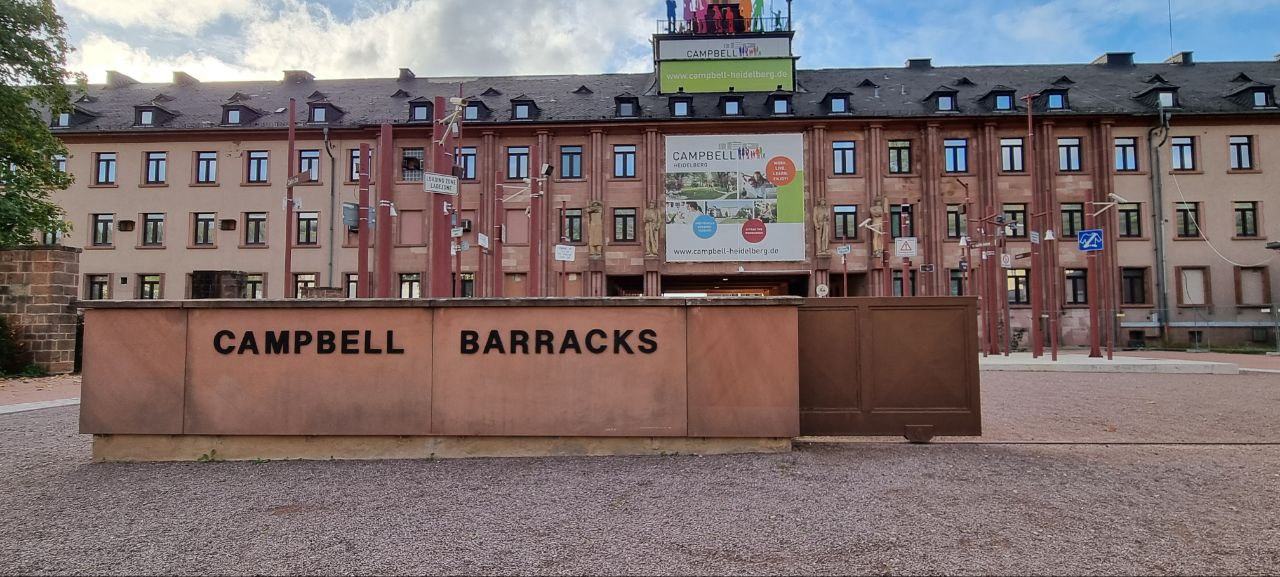
Campbell Barracks, Heidelberg

-       109. Campbell Barracks, Heidelberg (HQ USAREUR, General Order 23. August 1948)
Staff Sergeant Charles L. Campbell war am 28. März 1945 bei der Rheinüberquerung bei Mannheim gefallen.
-       110. Daley Barracks, Bad Hersfeld
-       111. Daley Barracks, Bad Kissingen (HQ USAREUR, General Order 17. Februar 1953)
Technician 5th Grade William T. Daley war am 15. April 1945 bei Creußen in Deutschland gefallen.
-       112. Dolan Barracks, Schwäbisch Hall (HQ USAREUR, General Order 17. Juni 1947)
2nd Lieutenant John F. Dolan war am 2. März 1945 bei St. Tönis in Deutschland gefallen.
-       113. D'Orazio Barracks, Fulda (HQ USAREUR, General Order 19. Oktober 1946)
1st Sergeant Americo L. D’Orazio war am 18. Februar 1945 bei Vossenack in Deutschland gefallen.
-       114. Eastman Barracks, Dachau (HQ USAREUR, General Order 24. September 1966)
Lieutenant Colonel Tobias C. Eastman war als Kommandeur 37th Field Artillery Battalion am 26. April 1945 in Deutschland gefallen.
-       115. Ford Barracks, Ulm (HQ USAREUR, General Order 13. Februar 1952)
Major James C. Ford war am 8. November 1944 im Hürtgenwald in Deutschland gefallen.
-       116. Funari Barracks, Mannheim-Käfertal (HQ USAREUR, General Order 23. August 1948)
Private 1st Class Robert Funari, Jr. war am 5. April 1945 bei Heilbronn gefallen.
-       117. Gerszewski Barracks, Karlsruhe (HQ USAREUR, General Order 23. August 1948)
Sergeant Adolph C. Gerszewski war am 9. April 1945 bei Heilbronn gefallen.
-       118. Hammonds Barracks, Mannheim-Seckenheim (HQ USAREUR, General Order 23. August 1948)
Private 1st Class Robert M. Hammonds war am 11. April 1945 bei Heilbronn gefallen.
-       119. Henry Barracks, München-Freimann (HQ USAREUR, General Order 29. Januar 1948)
Private Robert T. Henry war am 3. Dezember 1944 bei Luchem in Deutschland gefallen.
-       120. Kelley Barracks, Stuttgart-Möhringen (benannt am 30. Juni 1949)
Staff Sergeant Jonah E. Kelley war am 31. Januar 1945 bei Kesternich in Deutschland gefallen war.
-       121. Knight Barracks, Regensburg (HQ USAREUR, General Order 12. Mai 1947)
1st Lieutenant Jimmie S. Knight war am 27. Februar 1945 bei Golkrath in Deutschland gefallen.
-       122. Lee Barracks, Mainz (HQ USAREUR, General Order 11. Oktober 1956)
Captain Robert E. Lee hatte als 1st Lieutenant einen besonders mutigen Einsatz am 17. November 1944 in Deutschland geleistet.
-       123. McCully Barracks, Wackernheim (HQ USAREUR, General Order 1. Oktober 1951)
1st Lieutenant William C. McCully war am 20. Oktober 1944 in Deutschland gefallen.
-       124. McGee Barracks, Stuttgart-Bad Cannstatt (HQ USAREUR, General Order 30. Juni 1949)
Private William D. McGee war am 18. März 1945 bei Mülheim in Deutschland gefallen.
-       125. McGraw Barracks, München-Giesing (HQ USAREUR, General Order 29. Januar 1948)
Private 1st Class Francis X. McGraw war am 19. November 1944 bei Schevenhütte im Hürtgenwald in Deutschland gefallen.
-       126. McKee Barracks, Crailsheim (HQ USAREUR, General Order 2. April 1955)
Major John L. McKee war am 12. April 1945 als Artilleriebeobachter über Deutschland abgeschossen und getötet worden.
-       127. Merrell Barracks, Nürnberg (HQ USAREUR, General Order 11. Mai 1949)
Private Joseph F. Merrell war am 18. April 1945 bei Lohe in Deutschland gefallen.
-       128. Michael Barracks, Frankfurt-Höchst
2nd Lieutenant Harry J. Michael war am 14. März 1945 bei Niederzerf in Deutschland gefallen.
-       129. Minick Barracks, Bad Kreuznach (HQ USAREUR, General Order 31. Juli 1968)
Staff Sergeant John W. Minick war am 21. November 1944 bei Hürtgen in Deutschland gefallen.
-       130. Murphy Barracks, Ludwigsburg (HQ USAREUR, General Order 22. Juli 1949)
Private 1st Class Frederick C. Murphy war als Sanitäter am 18. März 1945 bei den Kämpfen in der Siegfried-Linie in Deutschland gefallen.
-       131. O’Brien Barracks, Schwabach (HQ USAREUR, General Order 11. Mai 1949)
Captain Thomas F. O’Brien war am 16. November 1944 bei Aachen gefallen.
-       132. Pendleton Barracks, Gießen (HQ USAREUR, General Order 5. April 1950)
Staff Sergeant Jack J. Pendleton war am 12. Oktober 1944 bei Bardenberg in Deutschland gefallen.
-       133. Peterson Barracks, München-Oberföhring (HQ USAREUR, General Order 29. Januar 1948)
Staff Sergeant George Peterson war am 30. März 1945 bei Eisern in Deutschland gefallen.
-       134. Phillips Barracks, Karlsruhe (benannt 1945)
Private 1st Class Adrian Phillips war im Januar 1945 gefallen.
-       135. Ray Barracks, Friedberg (HQ USAREUR, General Order 13. Februar 1953)
1st Lieutenant Bernard J. Ray war am 17. November 1944 bei Schevenhütte im Hürtgenwald in Deutschland gefallen.
-       136. Robinson Barracks, Stuttgart (HQ USAREUR, General Order 20. Juni 1949)
1st Lieutenant James E. Robinson war am 6. April 1945 bei Untergriesheim in Deutschland gefallen.
-       137. Rose Barracks, Bad Kreuznach (HQ USAREUR, General Order 11. Oktober 1956)
-       138. Rose Firing Range, Berlin-Zehlendorf
-       139. Maurice Rose Army Airfield, Frankfurt-Bonames
-       140. Rose Barracks, Hof (HQ USAREUR, General Order 24. April 1947)
-       141. Rose Barracks, Vilseck (HQ USAREUR, General Order 15. September 1952)
Major General Maurice Rose war als Kommandeur der 3rd AD am 30. März 1945 in Deutschland gefallen. Er war der höchstrangige Offizier der im Zweiten Weltkrieg durch Feindeinwirkung zu Tode kam.
-       142. Severson Field Air Strip, Fulda (HQ USAREUR, General Order 19. Oktober 1946)
Captain Robert A. Severson war als Offizier der Army Air Force über dem Hürtgenwald in Deutschland am 12. Oktober 1944 abgeschossen worden.
-       143. Sheridan Barracks, Augsburg-Gablingen (HQ USAREUR, General Order 25. September 1946)
-       144. Sheridan Barracks, Garmisch (HQ USAREUR, General Order 15. August 1949)
Private 1st Class Carl V. Sheridan war am 26. November 1944 bei der Erstürmung der Burg Frenz bei Weisweiler in Deutschland gefallen.
-       145. Spinelli Barracks, Mannheim-Feudenheim (HQ USAREUR, General Order 23. August 1948)
Private 1st Class Dominic V. Spinelli war am 14. April 1945 als Sanitäter bei Wilsbach in Deutschland gefallen.
-       146. Sullivan Barracks, Mannheim-Käfertal (HQ USAREUR, General Order 23. August 1948)
Private 1st Class George F. Sullivan war am 10. April 1945 bei Heilbronn gefallen.
-       147. Taukkunen Barracks, Worms (HQ USAREUR, General Order 11. Oktober 1956)
Staff Sergeant Ernest Taukkunen war am 2. März 1945 bei Schiefbahn in Deutschland gefallen.
-       148. Taylor Barracks, Mannheim (HQ USAREUR, General Order 23. August 1948)
-       149. Camp Taylor, Wiesbaden-Dotzheim
Private 1st Class Cecil V. Taylor war am 18. April 1945 bei Beilstein in Deutschland gefallen.
-       150. Tompkins Barracks, Schwetzingen (HQ USAREUR, General Order 23. August 1948)
Private 1st Class George S. Tompkins war am 3. April 1945 bei Heilbronn gefallen.
-       151. Wallace Barracks, Stuttgart-Bad Cannstatt (HQ USAREUR, General Order 30. Juni 1949)
Private 1st Class Herman P. Wallace war am 27. Februar 1945 bei Prümzurlay in Deutschland gefallen.
-       152. Wetzel Barracks, Baumholder (General Order 7. August 1968)
Private 1st Class Walter C. Wetzel war wegen seiner Tapferkeit bei einem Einsatz während des Zweiten Weltkriegs in Birken in Deutschland mit der Medal of Honor ausgezeichnet worden.
-       153. Wilkin Barracks, Kornwestheim (HQ USAREUR, General Order 15. Juli 1949)
Corporal Edgar G. Wilkin war am 18. März 1945 bei Kämpfen in der Siegfried-Linie in Deutschland gefallen.
-       154. Will Barracks, München-Freimann (HQ USAREUR, General Order 29. Januar 1948)
1st Lieutenant Walter J. Will war am 30. März 1945 bei Eisern in Deutschland gefallen.

### Zweiter Weltkrieg allgemein (10)
-       155. Andrews Barracks, Berlin-Lichterfelde
Lieutenant General Frank M. Andrews (1884–1943), Oberbefehlshaber US Forces in European Theater of Operations während des Zweiten Weltkriegs.
-       156. Ayers Barracks, Kirch-Göns (HQ USAREUR, General Order 1952)
Staff Sergeant Lovall E. Ayers war im Zweiten Weltkrieg gefallen.
-       157. Coffey Barracks, Ludwigsburg (HQ USAREUR, General Order 27. Februar 1952)
Brigadier General John W. Coffey war wegen seiner Verdienste bei der Errichtung von Headquarters Command, European Theater of Operations in England 1943 mit der Legion of Merit ausgezeichnet worden und stürzte am 8. März 1951 bei einem Aufklärungsflug bei Koblenz ab und wurde getötet.
-       158. Craig Village Family Housing, Stuttgart-Möhringen
General Malin Craig (1875 bis 1945), Personalchef der US Army im Zweiten Weltkrieg.
-       159. Gaffey Barracks, Wetzlar
General Hugh J. Gaffey (18. November 1895 bis 16. Juni 1946), Chef des Stabes der Third Army des Generals George Patton 1944–1945.
-       160. Hawkins Barracks, Oberammergau (HQ USAREUR, General Order 20. September 1954)
Lieutenant Colonel Jesse M. Hawkins war im Zweiten Weltkrieg auf dem europäischen Kriegsschauplatz gefallen.
-       161. Patton Barracks, Heidelberg (HQ USAREUR, General Order 30. Oktober 1946)
-       162. Pattonville, Ludwigsburg
General George S. Patton, Jr. (11. November 1885 bis 1. Dezember 1945), Kommandierender General Third Army und populärer Kriegsheld, bei einem Autounfall bei Heidelberg getötet.
-       163. Roosevelt Barracks, Berlin-Steglitz
General Theodore Roosevelt, Jr. hatte mit Auszeichnung in beiden Weltkriegen gedient und war im September 1944 posthum mit der Medal of Honor ausgezeichnet worden.
-       164. Smiley Barracks, Karlsruhe (benannt 1945)
Technician 4th Grade Lester W. Smiley war wegen Tapferkeit im Zweiten Weltkrieg mit dem Silver Star ausgezeichnet worden.

## Besatzung (6)
-       165. Betts Barracks, Frankfurt-Preungesheim (HQ USAREUR, General Order 29. Juli 1947)
Brigadier General Edward C. Betts diente als Judge Advocate of Headquarters und war am 6. Mai 1946 in Deutschland verstorben.
-       166. General Clay Headquarters, Berlin-Dahlem
-       167. Lucius D. Clay Barracks, Garlstedt
-       168. Lucius D. Clay Kaserne, Wiesbaden
General Lucius D. Clay (23. April 1897 bis 16. April 1978), Oberbefehlshaber US Forces in Europe und Militärgouverneur der Amerikanischen Zone 1947–1949.
-       169. Cramerton Family Housing, Augsburg
General Kenneth F. Cramer, 1951 bis 1952 Kommandeur der 43rd Infantry Division in Augsburg, 1953 verstorben.
-       170. Sullivan Heights Family Housing, Augsburg
Captain Robert L. Sullivan, in Augsburg stationiert und 1953 verstorben.

## Kalter Krieg (1)
-       171. Camp Whalen, Röhrnbach (HQ USAREUR, General Order 22. November 1962)
Captain Dennis D. Whalen war am 2. Mai 1962 bei einer Aufklärungsfahrt entlang der deutsch-tschechoslowakischen Grenze durch einen Verkehrsunfall ums Leben gekommen.

## Luftbrücke (1)
-       172. Williamsville Housing Area, Erding
1st Lieutenant Leland V. Williams war am 8. Juli 1948 während der Berliner Luftbrücke mit seiner C-47 an einem Berg im Taunus zerschellt.

## Koreakrieg (1)
-       173. Turner Barracks, Berlin-Zehlendorf (HQ USAREUR, General Order 7. Februar 1952)
Sergeant 1st Class Charles W. Turner war am 1. September 1950 bei Yongsun in Korea gefallen.

## Vietnamkrieg (3)
-       174. Creighton W. Abrams Headquarters Complex, Frankfurt am Main (HQ USAREUR, General Order 1975)
General Creighton W. Abrams (15. September 1914 bis 4. September 1974), Oberbefehlshaber in Vietnam 1968–1972 und Chief of Staff US Army 1972–1974.
-       175. Azbill Barracks, Rüsselsheim (HQ USAREUR, General Order 12. Juli 1967)
Warrant Officer Roy G. Azbill war am 30. Dezember 1964 als Hubschrauberpilot in Vietnam gefallen.
-       176. Baker Army Airfield, Bad Tölz (HQ USAREUR, General Order 15. April 1980)
Colonel AJ („Bo“) Baker war nach Einsätzen in Panama und Vietnam als Special Forces Offizier am 24. März 1980 verstorben.

## Kampf gegen Terrorismus (1)
-       177. Camp Bloomquist, Ziegenberg
Paul Bloomquist, Army Aviator of the Year 1965, war bei einem terroristischen Angriff auf V Corps Headquarters in Frankfurt getötet worden.

## Politiker (5)
-       178. Dulles Village Family Housing, Gießen
John Foster Dulles (25. Februar 1888 bis 24. Mai 1959), Außenminister der USA unter Präsident Dwight D. Eisenhower 1953 bis 1959.
-       179. George C. Marshall Barracks, Bad Kreuznach (benannt 1969)
-       180. George C. Marshall Family Housing, Gießen (benannt 1969)
-       181. Marshall Heights Family Housing, Kitzingen (benannt 1969)
General George C. Marshall (31. Dezember 1880 bis 16. Oktober 1959), Chef des Stabes US Army während des Zweiten Weltkriegs, Außenminister 1947–1949, Schöpfer des European Recovery Program 1947, besser bekannt als Marshallplan.
-       182. Stimson Memorial Chapel, Bonn (benannt 1952) 
Henry L. Stimson (21. September 1867 bis 20. Oktober 1950), Kriegs- und Außenminister. Die Kirche liegt in einer ehemaligen amerikanischen Siedlung.

## Präsidenten (7)
-       183. Jefferson Village Family Housing, Darmstadt
-       184. Jefferson Village Family Housing, Worms
Thomas Jefferson (13. April 1743 bis 4. Juli 1826), einer der Gründerväter der USA und Präsident der USA von 1801 bis 1809.
-       185. Kennedy Barracks, Frankfurt am Main
-       186. Kennedy Village Family Housing, Heilbronn
John F. Kennedy (29. Mai 1917 bis 22. November 1963), Präsident der USA 1961–1963.
-       187. Lincoln Village Family Housing, Darmstadt
-       188. Lincoln Family Housing, Würzburg
Abraham Lincoln (12. Februar 1809 bis 15. April 1865), Präsident der USA von 1861 bis 1865.
-       189. Truman Plaza, Berlin-Zehlendorf
Harry S. Truman (8. Mai 1884 bis 26. Dezember 1972), Präsident der USA 1945–1953.

## Deutsch-Amerikaner (3)
-       190. Thomas Nast Barracks, Landau
Thomas Nast (27. Dezember 1840 bis 7. Dezember 1902), aus Landau stammender amerikanischer Karikaturist.
-       191. Carl Schurz Kaserne, Bremerhaven
-       192. Schurz Barracks, Nahbollenbach
Carl Schurz (2. März 1829 bis 14. Mai 1906), nach der gescheiterten Revolution von 1848 aus Deutschland ausgewandert, Union Army General 1862–1865 und Innenminister der USA 1887–1881.

## Afro-Amerikaner (2)
-       193. Armstrong Barracks, Büdingen (HQ USAREUR, General Order 5. Juni 1947)
1st Lieutenant Eugene M. Armstrong, ein Afro-Amerikaner, war am 26. März 1944 im Brückenkopf von  Anzio gefallen.
-       194. Martin Luther King Village Family Housing, Mainz
Martin Luther King, Jr. (15. Januar 1929 bis 4. April 1968), afro-amerikanischer Bürgerrechtler.

## Militärgeistlichkeit (2)
-       195. Kapaun Air Station, Kaiserslautern-Vogelweh
Emil Kapaun (20. April 1916 bis 23. Mai 1951), amerikanischer katholischer Militärgeistlicher hatte sich durch besondere Tapferkeit ausgezeichnet und war in nordkoreanischer Kriegsgefangenschaft verstorben. Seine Seligsprechung ist eingeleitet.
-       196. Kerns Army Airfield, Wiesbaden-Biebrich
Major Raymond P. Kerns zeichnete sich bei den Kämpfen in der Normandie durch besondere Tapferkeit aus und wurde Militärgeistlicher der 1st US Constabulary Brigade. Er verstarb am 7. September 1946 in Biebrich.

## Air Force (4)
-       197. General H. H. Arnold High School, Wiesbaden (Air Force School System 1947)
Armeegeneral Henry H. Arnold, Befehlshaber der Luftstreitkräfte im Zweiten Weltkrieg und der Zeit unmittelbar danach.
-       198. Amelia Earhart Hotel, Wiesbaden (United States Air Forces Europe)
Amelia Earhart, (geboren am 24. Juli 1897; verschollen am 2. Juli 1937 im Pazifischen Ozean), eine US-amerikanische Flugpionierin und Frauenrechtlerin.
-       199. Kingsley Barracks, Hof (HQ USAREUR, General Order 12. Juni 1949)
2nd Lieutenant David R. Kingsley zeichnete sich als Teil einer B-17 Bomberbesatzung bei einem Angriff auf das Ölfeld von Ploiești in Rumänien durch besondere Tapferkeit nach Beschuss des Bombers aus.
-       200. Lindsey Air Station, Wiesbaden (HQ USAREUR, General Order 28. Februar 1947)
Captain Darrell R. Lindsey war wegen Tapferkeit posthum mit der Medal of Honor ausgezeichnet worden, weil er im August 1944 eine Bomberformation gegen eine Eisenbahnbrücke über der Seine geführt hatte.

## Tradition allgemein (4)
-       201. Gateway Gardens Family Housing, Frankfurt-Rhein-Main
Bezeichnung des Rhein-Main Flughafens als „Gateway to Europe“.
-       202. St. Barbara Village Family Housing, Darmstadt
Santa Barbara ist die Schutzpatronin der Artillerie.
-       203. Dragoons Barracks, Karlsruhe (HQ USAREUR, General Order 24. Januar 1947)
Insignien des US Regiments of Dragoons.
-       204. Black Hawk Barracks, Pforzheim (HQ USAREUR, General Order 24. Januar 1947)
Ein schwarzer Falke ziert das Wappen des US Regiments of Dragoons.

## Sonstige Namen (5)
-       205. Thomas P. Danziger Barracks, Quirnheim
-       206. Flynn Family Housing, Bamberg
-       207. Gibbs Barracks, Frankfurt-Eckenheim
-       208. Martin Hagan Barracks, Bayreuth
-       209. May Barracks, Degerndorf

## Deutscher Name beibehalten (56)
1. Argonner-Kaserne, Hanau
2. Artillery-Kaserne, Neckarsulm
3. Artillery-Kaserne, Garmisch
4. Badenerhof-Kaserne, Heilbronn
5. Becelaere-Kaserne, Esslingen
6. Bismarck-Kaserne, Schwäbisch Gmünd
7. Bismarck-Kaserne, Ansbach-Katterbach
8. Bleidorn-Kaserne, Ulm
9. Bleidorn-Kaserne, Ansbach
10. Boelcke-Kaserne, Ulm
11. Cambrai-Fritsch-Kaserne, Darmstadt
12. Daenner-Kaserne, Kaiserslautern
13. Dragoner-Kaserne, Karlsruhe
14. Dragoner-Kaserne, Mainz
15. Ernst-Ludwig-Kaserne, Darmstadt
16. Faulenberg-Kaserne, Würzburg
17. Flak-Kaserne, Ludwigsburg
18. Flak-Kaserne, Augsburg
19. Flandern-Kaserne, Ulm
20. Fliegerhorst-Kaserne, Hanau
21. Funker-Kaserne, Esslingen
22. Gendarmerie-Kaserne, Mannheim
23. Grenadier-Kaserne, Stuttgart
24. Gutleut-Kaserne, Frankfurt am Main
25. Hardt-Kaserne, Schwäbisch Gmünd
26. Homburg-Kaserne, Hanau
27. Hindenburg Barracks, Würzburg
28. Hindenburg-Kaserne, Ansbach
29. Hindenburg-Kaserne, Wiesbaden-Biebrich
30. Husterhoeh-Kaserne, Pirmasens
31. Hutier-Kaserne, Hanau
32. Jaeger-Kaserne, Aschaffenburg
33. Jaeger-Kaserne, Mittenwald
34. Karls-Kaserne, Ludwigsburg
35. Krabbenloch-Kaserne, Ludwigsburg
36. Kreuzbergkaserne, Zweibrücken
37. Ludendorff-Kaserne, Kornwestheim
38. Luettich-Kaserne, Kassel
39. Luitpold-Kaserne, München-Oberwiesenfeld
40. Nachrichten-Kaserne, Heidelberg
41. Neureut-Kaserne, Karlsruhe
42. Panzer-Kaserne, Böblingen
43. Panzer-Kaserne, Kaiserslautern
44. Pioneer-Kaserne, Mittenwald
45. Pioneer-Kaserne, Hanau
46. Prinz-Heinrich-Kaserne, Lenggries
47. Prinz-Karl-Kaserne, Augsburg
48. Rheinau-Kaserne, Mannheim
49. Rhein-Kaserne, Wiesbaden-Biebrich
50. Rheinland-Kaserne, Ettlingen
51. Roehrensee-Kaserne, Bayreuth
52. Strassburg-Kaserne, Baumholder
53. Strub-Kaserne, Berchtesgaden
54. Vimy-Kaserne, Freising
55. Waldau-Kaserne, Kassel
56. Yorkhof-Kaserne, Hanau